# 鶴瓶VSぶっっっっちゃけ美女バラエティ新年会!!
『鶴瓶VSぶっっっっちゃけ美女バラエティ新年会!!』（つるべブイエスぶっっっっちゃけびじょバラエティしんねんかい!!）は、一部フジテレビ系列局で放送された関西テレビ製作のトークバラエティ特番である。製作局の関西テレビでは2008年1月2日（水曜） 9:30 - 11:50に放送。

## 番組内容
笑福亭鶴瓶と美女有名人たちが本音でトークを繰り広げた正月特番。

## 出演者

### MC
- 笑福亭鶴瓶

### 往路チーム
- 坂下千里子
- スザンヌ
- 鈴木紗理奈
- マリエ
- 三船美佳
- 山本梓
- 山本モナ
- 梨花

### 復路チーム
- 青田典子
- 麻木久仁子
- 柴田理恵
- 中澤裕子
- 西川史子
- 堀ちえみ
- 松居一代
- 室井佑月

### ナレーター
- 坂上みき

## スタッフ
- 構成：松永英隆、松田幸三
- TD：平野友章
- カメラ：藤原朋巳
- VE：駒井譲
- 音声：平井保
- 照明：水本富男
- 美術制作：内藤佳奈子
- 美術進行：小山千香子
- デザイン：竹中健
- 大道具製作：浅見大
- 大道具操作：竹田勝美
- 小道具：高田修司
- アクリル装飾：中井丈晴
- 生花装飾：荒川直史
- 視覚効果：倉谷美奈絵
- マルチ：大高貢
- メイク：天野誓子
- CG：神保宏房
- タイトル：安田達夫
- 編集：上野譲
- MA：阿左美茂樹
- 音効：福永真弓
- TK：草野麻里
- 協力：テイクシステムズ、共立、フジアール、チトセアート、ダダ、テレフィット、ヤマモリ、京花園、東京特殊効果、マルチバックス、山田かつら、IMAGICA、ZACK、M&M
- 広報：大村貴子（KTV）
- AP：平出聡
- ディレクター：世良田佳男
- 演出：飯山直樹
- プロデューサー：小寺健太（KTV）、工藤浩之、小西寛
- チーフプロデューサー：大澤徹也（KTV）
- 企画協力：デンナーシステムズ（表示無し）
- 制作協力：K-max
- 制作著作：関西テレビ

## 放送局
| 放送対象地域 | 放送局             | 系列           | 放送日        | 放送時間      | 備考       |
| ------------ | ------------------ | -------------- | ------------- | ------------- | ---------- |
| 近畿広域圏   | 関西テレビ         | フジテレビ系列 | 2008年1月2日  | 09:30 - 11:50 | 製作局     |
| 高知県       | 高知さんさんテレビ | フジテレビ系列 | 2008年1月2日  | 09:30 - 11:50 | 同時ネット |
| 熊本県       | テレビ熊本         | フジテレビ系列 | 2008年1月2日  | 09:30 - 11:50 | 同時ネット |
| 福井県       | 福井テレビ         | フジテレビ系列 | 2008年1月2日  | 12:00 - 14:20 |            |
| 愛媛県       | テレビ愛媛         | フジテレビ系列 | 2008年1月5日  | 15:10 - 17:30 |            |
| 長崎県       | テレビ長崎         | フジテレビ系列 | 2008年1月12日 | 12:00 - 14:20 |            |
| 北海道       | 北海道文化放送     | フジテレビ系列 | 2008年1月19日 | 13:30 - 15:56 |            |
| 山形県       | さくらんぼテレビ   | フジテレビ系列 | 2008年1月20日 | 15:00 - 17:20 |            |